# Joseph Ruskin
Joseph Ruskin, geboren Joseph Schlafman (Haverhill (Massachusetts), 14 april 1924 – Santa Monica, 28 december 2013) was een Amerikaans acteur.
Hij studeerde aan de High School in Cleveland en begon met acteren in 1955. Zijn eerste rol was in de film The Honeymooners.  
Ruskin is het meest bekend van zijn rollen in westerns en in de Star Trek-films. Hij speelde mee in Star Trek (de oorspronkelijke serie), Star Trek: Deep Space Nine, Star Trek: Voyager en Star Trek: Enterprise. Ook in de videogames van Star Trek was hij aanwezig.  De westerns waarin hij speelde waren onder andere The Wild Wild West, The High Chaparral, Gunsmoke en The Magnificent Seven.
Hij speelde ook andere rollen en was te zien in ER, The Last Don, Indecent Proposal, St. Elsewhere, The Outer Limits, The Man from U.N.C.L.E., Get Smart, Smokin' Aces, The Scorpion King en de televisieserie Bones.
Joseph Ruskin overleed thuis in Santa Monica op 89-jarige leeftijd.